# Ampedus dorsalis
Ampedus dorsalis là một loài bọ cánh cứng trong họ Elateridae. Loài này được Curtis miêu tả khoa học năm 1839.